# Хван Дон Хёк
Хван Дон Хёк (кор. 황동혁; род. 26 мая 1971, Сеул, Республика Корея) — южнокорейский кинорежиссёр и сценарист, наиболее известный по созданию драматического сериала в жанре выживания для Netflix «Игра в кальмара».

## Карьера

### Короткометражные фильмы
Хван Дон Хёк родился и вырос в Сеуле. После того, как он окончил Сеульский университет со степенью бакалавра искусств в области коммуникаций он написал и снял множество короткометражных фильмов, в том числе «Наша грустная жизнь» и «Клуб дыма». Переехав в Лос-Анджелес, чтобы учиться на магистра изящных искусств в области кинопроизводства в Университете Южной Калифорнии, он продолжал снимать фильмы, сняв две короткометражки «Небеса и ад» и «Отчаяние». Его дипломным фильмом была «Чудесная миля» 2004 года, короткометражный фильм с Карлом Юном в главной роли корейско-американского таксиста-нелегала, который помогает молодой кореянке (которую играет Хана Ким) искать её брата, которого усыновила американская семья 20 лет назад. «Чудесная миля» демонстрировался на более чем 40 международных кинофестивалях и получил несколько наград, в том числе студенческую кинопремию Гильдии режиссёров Америки и студенческую премию «Эмми».

### «Мой отец»
Для своего дебюта в полнометражном кино («Мой отец», 2007 год) Хван вернулся к теме усыновления. Основанный на реальной истории приёмного сына корейско-американского происхождения Аарона Бейтса, фильм рассказывает о солдате армии США, дислоцированном в Корее, который появляется по национальному телевидению в поисках своих биологических родителей, а затем находит своего отца в камере смертников за убийство. Роль отца сыграл Ким Ён Чхоль, а сына — Дэниел Хенни, которого Хван решил взять на роль, несмотря на то, что последний был типичным сердцеедом. Хенни и Кима хвалили за их игру, как и Хвана за его немелодраматическое обращение с прощением и принятием, переплетённым с проблемами культурной идентичности и смертной казни.

### «Суровое испытание»
Второй фильм Хвана стал одним из самых ярких в корейском кинематографе в 2011 году. Основанный на одноимённом романе Кон Джи Ён с Кон Ю и Чон Юми в главных ролях, «Суровое испытание» описывает реальные события произошедшие в школе Кванджу Инхва для детей с нарушением слуха, где ученики подвергались жестокому обращению и сексуальному насилию со стороны учителей и администрации. Хван рассказывал после, что около месяца размышлял, стоит ли ему снимать этот фильм, но решил сделать это, потому что «это нужно было сказать». Хван сказал: «Я думал о двух вещах при создании этого фильма. Во-первых, Я хотел, чтобы мир узнал об этом ужасном инциденте. Во-вторых, я хотел выявить структурные проблемы общества, проявившиеся в процессе того, как это дело было развалено. Проблемы, изображённые в фильме — сексуальное насилие в отношении детей, коррупционные связи между полицией и влиятельными семьями, халатное отношение государственных служащих к своим обязанностям — это не выдумка, это можно регулярно видеть в ежедневных новостях».
Фильм стал кассовым хитом в Корее, собрав 4,7 миллиона зрителей, почти одна десятая населения Южной Кореи. Но что более важно, это вызвало широкий общественный гнев и комментарии, так что дело было возобновлено, и законодатели приняли «Закон Тогани» (в честь корейского названия фильма), отменяющий срок давности за сексуальные преступления против детей младше 13 лет и инвалидов. Хван сказал: «Я занялся кинопроизводством, потому что был так разочарован всеми этими нерешёнными социальными проблемами, которые я видел. Мы можем видеть через фильмы, насколько изменился мир. Вы не можете изменить общество с помощью всего одного фильма, но глядя на последствия выхода этого фильма, мы можем думать о силе, которую фильм имеет с точки зрения положительного воздействия на общество».

### «Мисс Бабуля»
В отличие от его предыдущих фильмов, третий полнометражный фильм Хвана «Мисс Бабуля» фокусируется на 74-летней женщине, которая вновь обретает внешний вид своего 20-летнего «я» (которую играют На Мун Хи и Сим Ынгён соответственно). Фильм объединяет в себе комедию, семейную драму, музыку и романтику. В 2014 году Хван сказал на пресс-конференции, посвящённой фильму: «С „Мой отец“ и „Суровое испытание“ мне всегда казалось, что я снимаю социальные фильмы на тёмную тематику, но на самом деле я весёлый человек. На этот раз я действительно хотел сделать счастливый и светлый фильм». Благодаря «сарафанному маркетингу» «Мисс Бабуля» поднялась на вершину кассовых сборов с более чем 8,65 миллионами зрителей.

### «Крепость Намхансансон»
Основанный на одноимённом романе Ким Хуна, «Крепость Намхансансон» рассказывает о соперничающих советниках короля Инджо в критический момент Второго маньчжурского вторжения в Корею, с Ли Бёнхоном и Ким Юн Соком в главных ролях. За тонкое проявление силы в совершенно другом жанре по сравнению с предыдущими фильмами Хвана, он получил как популярный, так и критический успех: в Корее было продано 3,8 миллиона билетов, фильм был продан в 28 стран и получил множество наград по всей Азии.

### «Игра в кальмара»
Хван придумал идею сериала «Игра в кальмара», основываясь на своих собственных экономических трудностях в молодости, а также на классовом неравенстве в Южной Корее. Хотя изначально сценарий был написан в 2008 году, Хван не мог найти продакшн для поддержки сценария, пока Netflix в 2019 году не проявил к нему интерес как часть их стратегии по расширению производства сериалов на иностранных языках. Первый сезон сериала, выпущенный 17 сентября 2021 года, стал самым просматриваемым шоу на Netflix. Вышедший 26 декабря 2024 года второй сезон сериала также установил новый абсолютный рекорд для Netflix. 27 июня 2025 года состоялась премьера финального третьего сезона.

## Фильмография
- Игра в кальмара (оригинальный сериал Netflix, 2021—2025) — создатель, режиссёр, сценарист
- Ограбление склепа (2020) — продюсер, адаптация сценария
- Крепость Намхансансон (2017) — режиссёр, сценарист
- Мисс Бабуля (2013) — режиссёр
- Суровое испытание (2011) — режиссёр, сценарист
- Мой отец (2007) — режиссёр, адаптация сценария
- Закусочная для грузовиков (короткометражный фильм, 2005) — актёр, техник
- Чудесная миля (короткометражный фильм, 2004) — режиссёр, сценарист, монтажёр
- Долгое время (короткометражный фильм, 2004) — помощник по производству
- Я люблю Ультра Лотто (короткометражный фильм, 2000) — оператор, монтажёр
- Отчаяние (короткометражный фильм, 2000) — режиссёр, сценарист, продюсер
- Небеса и ад (короткометражный фильм) — режиссёр
- Клуб дыма (короткометражный фильм) — режиссёр, сценарист
- Наша грустная жизнь (короткометражный фильм) — режиссёр, сценарист